# Georgia Championship Wrestling
Georgia Championship Wrestling (GCW) war der Name einer US-amerikanischen Wrestling-Promotion, die ihren Sitz in der 76 Houston Street, Atlanta, Georgia hatte. Von Atlanta aus produzierte GCW in den 1970er- und 1980er-Jahren zahlreiche Fernsehsendungen, die über TBS in Georgia produziert und lokal ausgestrahlt wurden. Damit besaß GCW regional eine gewisse mediale Präsenz, als sie in Kooperation mit MACW (Jim Crockett Jr.) ein nationales TV-Format namens NWA World Championship Wrestling entwickelte, welches in der Folge als erfolgreichendes TV-Format von GCW entwickeln würde. Trägergesellschaft war Georgia Championship Wrestling, Inc. und letzter Head Booker und Major Promotor war Ole Anderson, welcher nach der Schließung von GCW die kurzlebige Championship Wrestling from Georgia als Nachfolgeorganisation gründen sollte.
Bis zu ihrer Schließung kämpfte GCW auch diverse Wrestling-Titel aus, die im Rahmen und Namen der NWA ausgegeben wurden.
1990 wurde GCW namens technisch von Grady Odom neu aufgestellt und bis 2020 als Indepentent Promotion geleitet. Der NWA schloss sich Odom augenscheinlich nicht mehr an, weder als Affiliate noch als Local Promotion. 2020 übernahm Chris Nelms die Geschäftsführung von GCW, welche im Rahmen der Independent-Szene nur noch eine untergeordnete Rolle spielt.

## Geschichte

### 1944–1949
Die frühsten Wurzeln von GCW liegen im Januar 1944, als der ehemalige Feuerwehrinspektor, und Wrestler unter Morris Sigel, Paul Jones in Atlanta die Organisation A. B. C. Booking Office gründete. A. B. C. Booking machte sich rasch einen Namen als lokaler Wrestlingveranstalter, als im Sommer 1948 in Waterloo, Iowa von Paul George eine Generalversammlung einberufen wurde, die das Ziel hatte, die bis dahin vorherrschende National Wrestling Association als Marktführer abzulösen und diese in eine neue Federation, der National Wrestling Alliance einzugliedern. Infolgedessen sollte der World Titel der Ersteren in den neu zu etablierenden World Title der zweiten aufgehen. Diese Praxis sollte die Kontinuität der NWA Worlds Heavyweight Wrestling Championship mit der originalen World Heavyweight Wrestling Championship erklären und herstellen.|

### 1949–1972

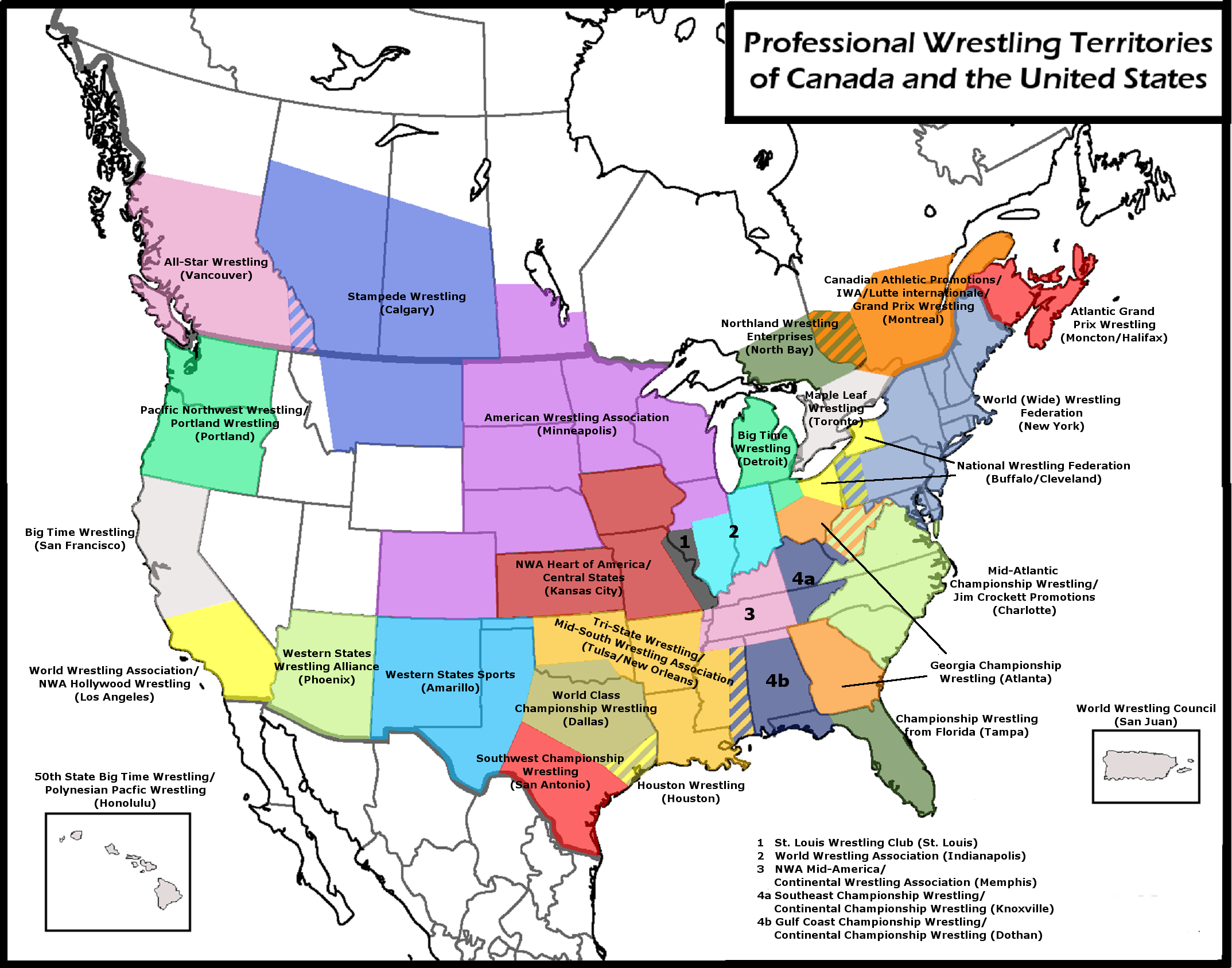
Traditionelles Territorialsystem der NWA

Jones folgte dem im Sommer 1948 von Paul George ausgegebenen Ruf, dass sich lokale Wrestlingveranstalter in die National Wrestling Alliance sammeln und vereint agieren sollten. Und so trat A. B. C. Booking 1949 der NWA als Affiliate bei.
Da dieser bereits über eine fünfjährige Erfahrung als Head Booker und Major Promotor besaß, wurde beschlossen, dass Jones das NWA-Büro Atlanta besetzen und von dort aus die NWA Georgia organisieren sollte. Mit dieser Stellenbesetzung rückte das Affiliate A. B. C. Booking intern zur Member Organization auf, zudem Pauls auch aktiv ins NWA Board Of Directors eingebunden wurde.
Nachdem am 1. August 1972 der einflussreiche Promotor Ray Gunkel, der als Besitzer von Gunkel Enterprises, Inc. Miteigentümer von A. B. C. Booking war, tat sich Jones mit den Promotoren Bill Watts, Lester und Roy Welch zusammen, nachdem Gunkels Witwe Ann durchgesetzt hatte, dass A. B. C. Booking als All South Wrestling Alliance (ASWA) unter der Führung ihres Neffen stehen sollte.

### 1972–1974
Am 22. November 1972 mit Jones und die Brüder Welch (welche die Anteilsmehrheit an A. B. C. Booking besaßen) die NWA im Streit. Überdies schloss Jones das NWA-Büro Atlanta und überführte sein Wrestling-Territorium in die konkurrierende AWA. Dort gründete zusammen den Welch-Brüdern die neue Organisation Mid-South Sports, Inc. und schloss zudem Kooperationsverträge mit Bill Watts und Jerry Jarrett.  Innerhalb der AWA bildete Mid-South Sports das kurzlebige Banner AWA Georgia.
Aber auch in der AWA stellte Jones fest, dass seine Organisation im Rahmen der jeweiligen Handlungsstränge nur unterdurchschnittlich eingesetzt wurden: States Titles konnten von diesen durchaus errungen werden, doch um prestigeträchtige Titel wie die AWA World Heavyweight Championship erringen zu können, waren unter Mid-South Sports, Inc. verpflichtete Wrestler gezwungen, ihre dortigen Verträge zu kündigen und neue mit dem AWA Championships Commitee abzuschließen. Eine Praxis, die Jones vonseiten der NWA sehr bekannt vorkam. So kam es Jones recht, dass der Australier Jim Barnett erklärte, dass er ab 1974 wieder in den Vereinigten Staaten veranstalten wollte.

### 1974–1984
Am 24. März 1974 kehrte Mid-South Sports, Inc., nachdem der erbitterte Streit mit der Familie Gunkel zu ihren Gunsten beigelegt wurde, in die Reihen der NWA zurück. Die Mehrheitseigner beschlossen zudem, Mid-South Sports, Inc. in Georgia Championship Wrestling, Inc. umzubenennen. Endgültig wurde dieser Streit im November gleichen Jahres beendet. Jones kaufte zudem die Atlanta Sports Arena, welche nun als ständiger Austragungsort des neuen Banners NWA Championship Wrestling darstellen würde. Zeitgleich schloss Jones mehrere Verträge mit dem Sender WTCG ab, welcher wöchentlich samstags GCW-Shows innerhalb Georgias ausstrahlte, und es gelang diesem zudem bis Dezember 1976, via Satellitentechnik ein weltweites Publikum zu erreichen.
Durch geschickte Geschäftspolitik galt letztlich GCW finanziell als reichstes NWA-Mitglied.
Im Juli 1984 zog sich Jones nach über vier Jahrzehnten als Promotor endgültig aus dem Wrestling zurück und überließ seine Anteile an Mid-South Sports, Inc. seinen Co-Promotoren Jim Barnett, Jack und Gerald Brisco sowie Ole Anderson. Letzterer setzte sich seinen Partner gegenüber aggressiv als Head Booker und Major Promotor durch, sodass diese aufgrund seines autoritären Führungsstils beschlossen, ihre Mehrheitsanteile an GCW an eine aufstrebende Promotion der Ostküste, die begonnen hatte, territorial zu expandieren und benachbarte Wrestling Territorys aufzukaufen: Diese war die damalige WWF unter der Leitung von Vince McMahon. Barnett und die Brisco-Brüder veräußerten schließlich ihre Anteile für insgesamt 900.000 US$ an die WWF, nachdem diese sich nach geheimen Absprachen mit McMahon geeinigt hatten.

### 1984–1987
Nach der Übernahme von GCW durch Titan Sport, Inc. („Schwarzer Samstag“) am 14. Juli 1984 gründete Anderson mit seinen Restanteilen von Mid-South Sports, Inc. die neue Gesellschaft Championship Wrestling from Georgia, Inc. welche mit dem gleichnamigen Veranstaltungsbanner die Tradition von NWA Georgia weiterführen und die im NWA Board Of Directors den Platz von GCW einnehmen sollte.
Die von WWF übernommenen Geschäftsanteile wurden bis 1987 als Development Territory weitergeführt, nachdem deren Topstars in die neue Besitzerorganisation überführt, dort neue Verträge abschlossen und im Anschluss daran teilweise sehr erfolgreich in die WWF-Handlungsstränge eingebunden wurden.

## NWA World Championship Wrestling (TV-Format)
Jim Barnett galt einst als einer der einflussreichsten Major Promotoren der NWA der 1950er- und 1960er-Jahre. Er kontrollierte beispielsweise Oklahoma City und die meisten exklusivsten Hotels in New York, Chicago und Atlanta. Später dehnte dieser seinen Einfluss bis nach Indianapolis, Detroit, Denver und New Orleans aus.
Im Oktober 1964 siedelte Barnett für geraume Zeit nach Australien über, wo er zusammen mit Johnny Doyle im Rahmen der NWA begann, die NWA World Championship Wrestling, Inc. (WCW) aufzustellen, welche ihren Firmensitz in Melbourne hatte. Das Veranstaltungsbanner WCW erhielt in Australien rasch zwei Sendeplätze auf dem National Television Network, welche in Sydney und Melbourne ausgestrahlt wurden. WCW entwickelte sich rasch zu einem wöchentlichen Erfolgskonzept. 1974 verkaufte Barnett seine WCW-Anteile, kehrte in die USA zurück und arbeitete dort eng mit diversen Promotionen der NWA zusammen.
1983 begann die enge Zusammenarbeit von Mid-South Sports, Inc. und der Jim Crockett Promotions (JCP), die mit Mid-Atlantic Championship Wrestling (MACW) in ihrem Territorium bereits ein erfolgreiches TV-Format besaß. Dieses Erfolgskonzept ging so weit, dass JCP auch ihre offiziellen Tournaments unter dem Banner MACW vermarktete und unter diesem auftrat.
Beide Organisationen stellten gemeinsam ein neues, und für die damalige Zeit, revolutionäres TV-Format auf, welches als World Championship Wrestling (WCW) unter dem Banner der NWA ausgestrahlt wurde. Den ursprünglichen Titel World Championship Wrestling/Georgia Championship Wrestling ließ man fallen, nachdem festgestellt wurde, dass dieser für den Eintrag in die regionalen TV-Magazine schlicht zu lang war. Für die Namensgebung des TV-Formats war maßgeblich Jim Barnett verantwortlich, der zu dieser Zeit auch Hauptanteilseigner von GCW war und welcher nun auf seine erfolgreiche Zeit in Australien zurückgriff.
Das TV-Format WCW bildete zudem die erste Fernsehsendung der NWA, die über TBS landesweit ausgestrahlt wurde und es hatte maßgeblichen Einfluss auf die TV-Formate der mit der NWA konkurrierenden WWF.
Das Prinzip der größtenteils in Atlanta produzierten Sendungen war schlicht gehalten: Einfach gehaltene Storylines, die jeder Wrestling-Fan, welcher die TV-Sendung nur gelegentlich sah, rasch nachverfolgen konnte und überwiegend Jobber-Matches. Produktionsorte waren kleine TBS-Fernsehstudios mit etwa 100 bis 150 Zuschauern. Erkennungsmerkmal von NWA WCW waren die über das Publikum angebrachten Nationalfahnen diverser Staaten wie der Vereinigten Staaten, Japan, Brasilien, Deutschland, Australien oder Vereinigtes Königreich. (Dieses Konzept wurde letztlich auch vom heutigen NWA-TV-Format NWA Powerrr übernommen, welches lange Zeit in Atlanta produzierte und unter dem abgewandelten Logo von GCW ausstrahlte.)
Diese Fahnen versinnbildlichten den noch in den 1980er-Jahren von der NWA aufrechterhaltenen Anspruch, weiterhin globaler Wrestling-Marktführer zu sein, obschon ihr dieser Rang schrittweise von WWF abgerungen wurde, da diese begonnen hatte, NWA-Territorien in ihr späteres WWE-Universum einzubinden.
Das TV-Format diente zudem, dass jungen aufstrebenden Wrestlern hier ermöglicht wurde, in einer Liveübertragung vor einem Millionenpublikum vor den Bildschirmen auftreten und Erfahrungen sammeln zu können.
Obgleich NWA WCW als TV-Format durch die wöchentlichen Zuschauerzahlen und Einschaltquoten als erfolgreich eingestuft wurde, und in deren Rahmen GCW landesweit bekannt wurde, fehlten wichtige Sponsoren zur Finanzierung dieses Projekts: Werbung geschaltet hatten nur wenige, kleinere in Georgia ansässige Unternehmen, welche für das übrige Amerika und dem angrenzenden Kanada und Mexiko schlicht uninteressant waren. So musste v. a. GCW das Gros der Produktionskosten übernehmen, da in ihrem Namen produziert wurde und das Projekt NWA WCW nicht, wie erhofft, von Sponsoreneinkünften getragen wurde.
Infolgedessen geriet GCW schnell in finanzielle Schwierigkeiten: Das Vermögen, das unter Paul Jones angehäuft wurde, verschwand und GCW stand kurz vor dem Bankrott.
Am 14. Juli 1984 erfolgte der „schwarze Samstag“, als die WCW-Fans ihre TV-Geräte einschalteten und eine Liveübertragung ihrer Promotionen GCW und MACW erwarteten: Für diese gänzlich unerwartet übernahm nach einer kurzen Anmoderation durch den offiziellen GCW Announcer Freddie Miller Vince McMahon die Sendung, welcher diese nun moderierte. McMahon präsentierte dem damaligen WCW-Publikum „Konserven“ der WWF, die aus einem Zusammenschnitt diverser House Shows bestanden.
Obschon in der von McMahon moderierten Sendung weitere WCW-Shows angekündigt wurden, reagierten in der Folge deren Anhänger schockiert und mit einem gewissen Trotz: Die wöchentlichen Einschaltquoten der nun WWF-kontrollierten WCW-Ausstrahlungen brachen ein und gingen sprichwörtlich in den Keller.
Die ausstrahlende TBS und insbesondere deren Chef Ted Turner, bestärkt durch Ole Anderson, bedrängten McMahon dahin gehend, dass dieser die Sende- und Namensrechte von GCW und WCW an JCP abtreten müsse. Im Mai 1985 kam der WWF-Chef diesem Wunsch nach, er stellte die Produkte NWA WCW und GCW ein und veräußerte diese an Jim Crockett Jr.
Damit wurde der spätere Grundstein für die Montagskriege zwischen WWF (Vince McMahon) und WCW (Ted Turner) gelegt, in deren Ende WCW unterlegen und von WWF aufgekauft werden würde.

## Titelübersicht
| Titel                                             | Aktueller Titelträger      | Regent- schaft | Datum des Titelgewinns | Tage | Ort                        | Anmerkung                      |
| ------------------------------------------------- | -------------------------- | -------------- | ---------------------- | ---- | -------------------------- | ------------------------------ |
| NWA Columbus Heavyweight Championship             |                            |                |                        |      |                            | Inaktiv seit xx.xx.1979        |
| NWA Georgia Heavyweight Championship              |                            |                |                        |      |                            | Inaktiv seit 25. August 2017   |
| NWA Georgia Junior Heavyweight Championship       |                            |                |                        |      |                            | Inaktiv seit 25. August 2017   |
| NWA Georgia Southeastern Heavyweight Championship |                            |                |                        |      |                            | Inaktiv seit xx.xx.1974        |
| NWA Georgia Southeastern Tag Team Championship    |                            |                |                        |      |                            | Inaktiv seit xx.09.1975        |
| NWA Georgia Southern Heavyweight Championship     |                            |                |                        |      |                            | Inaktiv seit xx.xx.1973        |
| NWA Georgia Tag Team Championship                 |                            |                |                        |      |                            | Inaktiv seit xx.xx.2016        |
| NWA Macon Heavyweight Championship                |                            |                |                        |      |                            | Inaktiv seit xx.xx.1976        |
| NWA National Heavyweight Championship             | Mims                       | 1              | 31. August 2024        | 296+ | Philadelphia, Pennsylvania |                                |
| NWA National Tag Team Championship                |                            |                |                        |      |                            | Inaktiv seit 31. Dezember 1997 |
| NWA National Television Championship              |                            |                |                        |      |                            | Inaktiv seit xx.04.1985        |
| NWA Southern Tag Team Championship                |                            |                |                        |      |                            | Inaktiv seit xx.xx.1968        |
| NWA United States Junior Heavyweight Championship |                            |                |                        |      |                            | Inaktiv seit xx.xx.1976        |
| NWA World Tag Team Championship                   | Mike Knox & Trevor Murdoch | 1              | 1. Juni 2014           | 387+ | Knoxville, Tennessee       |                                |
| Southern Women’s Championship                     |                            |                |                        |      |                            | Inaktiv seit xx.xx.1970        |